# Buick Cascada
El Opel Cascada es un automóvil deportivo fabricado por General Motors, está basado en la plataforma del Opel Astra. En Estados Unidos y China es conocido como Buick Cascada, en Australia y Nueva Zelanda como Holden Cascada, en Reino Unido como Vauxhall Cascada y en España como Opel Cabrio.
El Opel Cascada fue presentado a finales de 2012, para su lanzamiento en 20 de abril de 2013. En el lanzamiento, Opel ofreció el Cascada con dos opciones de gasolina de cuatro cilindros, un motor de 1.4L o de 1.6L. Estos fueron ofrecidos con un manual de seis velocidades o automático de seis velocidades. Un diesel 2.0L también estaba disponible en el lanzamiento. Opel anunció que el cuerpo del Cascada era un 43% más rígido que el de la generación anterior, el Astra TwinTop, y funciona en conjunto con el diseño de suspensión HiPer Strut.
En enero de 2015, Buick Cascada se presentó en el 2015 North American International Auto Show en enero de 2015. Salió a la venta en enero de 2016 y es la primera convertible de la marca desde el Buick Reatta de 1991, y el primer modelo de dos puertas desde 1999, el Buick Riviera.
En abril de 2015, el Holden Cascada salió a la venta y fue el convertible más reciente de Holden desde que cesaron las ventas del Astra TwinTop en 2009. En el lanzamiento, la Cascada se ofrecía con solo el motor de gasolina 1.6L y una automática de seis velocidades.